# Frances Lee
Frances Lee, pseudonimo di Myrna Tibbetts (Eagle Grove, 5 maggio 1906 – Cardiff-by-the-Sea, 5 novembre 2000), è stata un'attrice statunitense.

## Biografia
Studiò danza e nel 1923 entrò a far parte, a New York, delle Ziegfeld Girls. Notata da Al Christie, fu invitata a Hollywood per recitare nei cortometraggi comici tipici del produttore, le Christie Comedies. Dal 1924 al 1926, dall'esordio con Hello and Goodbye a Don't Fire, fu protagonista di undici cortometraggi. Nel 1927 fu scelta tra le tredici WAMPAS Baby Stars e da quell'anno al 1929 recitò in trenta film corti. Il 1929 fu anche l'anno del suo matrimonio con Alexander Bennett, fratello dell'attrice australiana Enid Bennett. Alla cerimonia parteciparono affermati personaggi del cinema, come Gloria Swanson, Greta Garbo e John Gilbert.
Riuscì a superare la transizione dal cinema muto al sonoro, anche se la sua attività diminuì considerevolmente. I suoi primi film sonori furono i corti Down with Husbands e The Stronger Sex (1930) con Carmel Myers. Dal 1931 recitò in soli sette film, tra i quali due parti da protagonista femminile in Phantom Thunderbolt (1933) e in These Thirdy Years (1934). Con una particina in Il sapore di un bacio concluse la sua carriera nel 1935.
Studiò da maestra e ottenne l'abilitazione all'insegnamento, lavorando nella Knox Presbyterian Nursery School di Los Angeles. Insegnò anche danza e galateo nell'Elisa Ryan Studio, dove ebbe per allieve anche le figlie del presidente Richard Nixon. Nel 1972 si stabilì col marito a Cardiff-by-the-Sea e lavorò nella biblioteca per bambini di Rancho Santa Fe. Morì nel 2000 a 94 anni.

## Riconoscimenti
- WAMPAS Baby Star nel 1927

## Filmografia parziale
- Hello and Goodbye (1924)
- Yes, yes, Babette (1925)
- Don't Fire (1926)

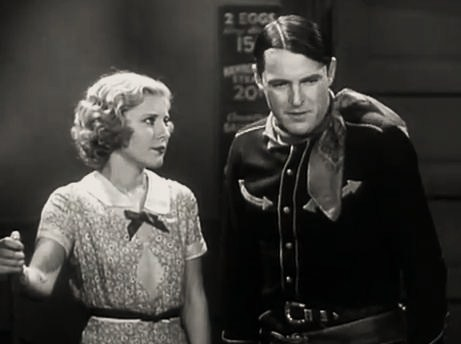
Con Ken Maynard in Phantom Thunderbolt

- Good As Gold, regia di Scott R. Dunlap (1927)
- The Little Snob (1928)
- Rivista delle nazioni (The Show of Shows), regia di John G. Adolfi (1929)
- The Carnation Kid, regia di E. Mason Hopper e Leslie Pearce (1929)
- The Stronger Sex (1930)
- What a Head! (1931)
- The Tabasco Kid (1932)
- Her Splendid Folly (1933)
- Phantom Thunderbolt (1933)